# Ancienne chapelle des Pénitents noirs de Carpentras
La chapelle des Pénitents noirs de Carpentras, ou chapelle du Très-Saint-Crucifix, est une ancienne chapelle catholique, aujourd'hui désaffectée, de la commune de Carpentras, dans le département de Vaucluse.

## Localisation
Bâtie dans l'enceinte des anciens remparts de Carpentras, la chapelle du Très-Saint-Crucifix est localisée à deux rue de l'abside de la cathédrale Saint-Siffrein.

## Histoire
Les pénitents noirs de Carpentras formaient une confrérie masculine dont la vocation religieuse étaient de porter assistance et d'accomplir des œuvres de charité. Ils doivent leur nom à leur tenue portée au cours des processions des grandes fêtes, en particulier de la Semaine Sainte. Leur confrérie est fondée en 1511. Au XVIIIe siècle, comme ils ne possèdent pas encore de chapelle qui leur soit propre, ils font construire la chapelle du Très-Saint-Crucifix à partir de 1738. Les plans sont attribués à l'architecte carpentrassien Antoine d'Allemand. Les travaux d'édification ont duré trois ans. La confrérie est interdite sous la Révolution et dispersée. Elle se reforme au début du XIXe siècle. 
Inactive au milieu du XXe siècle, la confrérie est réactivée dans les années 1990. La chapelle ayant été rachetée, entre-temps, par la municipalité, leur réunions mensuelles ne sont plus organisées dans ce lieu, mais à la cathédrale Saint-Siffrein et à chapelle Notre-Dame-de-Santé.

## Architecture
D'un plan classique, la chapelle est composée d'une unique nef centrale, additionnée de chapelles latérales, entre les contreforts du bâtiment. Extérieurement, seule la façade est visible, les murs latéraux, et le chevet, étant mitoyens des édifices voisins. L'ensemble de la structure est construit en maçonnerie.

## En savoir plus